# Maasstad (krant)
Maasstad was een gratis krant in de regio Rijnmond en werd huis aan huis bezorgd in de gebieden tussen Hoek van Holland en Nieuwerkerk aan den IJssel, van Westvoorne tot Ridderkerk en van de Hoeksche Waard tot Bleiswijk. De Maasstad werd iedere woensdag gratis bij iedereen thuisbezorgd. De Maasstad verscheen in ongeveer 620.000 exemplaren. Tevens bestond de krant uit zeventien verschillende edities. Bijna elke deelgemeente in Rijnmond ontving een andere editie, zodat er alleen nieuws in stond uit de deelgemeente waar de krant in de brievenbus viel. De Maasstad kende ook nog vier verschillende titels die in bepaalde gebieden werden bezorgd: Maasstad Waalpost, Maaspost Schiedam, Maaspost Vlaardingen, Maaspost Maassluis en De Schakel Hoeksche Waard. De krant verdiende zijn geld met advertenties. De uitgever van de krant was PLM Lokale Media (voorheen PCM Lokale Media). Die uitgever bezorgt ook gratis kranten in het Groene Hart en Dordrecht.

## MaasstadPers
Vanaf 3 februari 2010 gingen de verschillende titels van Maasstad Weekbladen verder onder de naam MaasstadPers. Alle lokale titels kwamen te vervallen. De MaasstadPers verschijnt echter wel in vier verschillende edities. In de MaasstadPers is naast lokaal nieuws ook landelijk en internationaal nieuws te vinden, dat werd verzorgd door het gratis landelijke dagblad De Pers.
Uitgezonderd van deze verandering was De Schakel in de Hoeksche Waard. Deze titel ging op 1 januari 2010 samen met Het Kompas van Wegener Huis-aan-huisMedia.
De Havenloods · De Oud-Rotterdammer · Het Vrije Volk · Maasstad · Postiljon · Rotterdams Dagblad · Rotterdams Nieuwsblad